# Élections sénatoriales de 1977 en Guadeloupe
 (signalé en août 2025).
Si vous disposez d'ouvrages ou d'articles de référence ou si vous connaissez des sites web de qualité traitant du thème abordé ici, merci de compléter l'article en donnant les références utiles à sa vérifiabilité et en les liant à la section « Notes et références ».
- Archive Wikiwix
- Bing
- Cairn
- DuckDuckGo
- E. Universalis
- Gallica
- Google
- G. Books
- G. News
- G. Scholar
- Persée
- Qwant
- (zh) Baidu
- (ru) Yandex
- (wd) trouver des œuvres sur Wikidata

Les élections sénatoriales en Guadeloupe ont eu lieu le dimanche 25 septembre 1977.
Elles ont eu pour but d'élire les deux sénateurs représentant le département au Sénat de la Cinquième République, pour les neuf prochaines années. 

## Contexte départemental
Les grands électeurs qui votent pour ces élections sont le reflet des résultats des élections municipales de 1977.

## Présentation des candidats et des suppléants
Les nouveaux représentants sont élus pour un mandat de 9 ans au suffrage universel indirect par les 653 grands électeurs, dont les 33 conseillers généraux, élus au Conseil général, les 4 parlementaires et 610 délégués des conseils municipaux.
Amédée Valeau (RPR), sénateur de 1948 à 1959 et de nouveau élu en 1968 ne se représente pas.
| Titulaire |  | Lucien Bernier  | UDF    | Sénateur de 1958 à 1968. Maire et conseiller général de Saint-François. Avocat. |  |  |
| Suppléant |  | Marcel Etzol    | UDF-PR | Conseiller général et maire de Grand-Bourg. Médecin.                            |  |  |
|           |  |                 |        |                                                                                 |  |  |
| Titulaire |  | Charles Gabriel | UDF    | Conseiller général et maire de Sainte-Rose. Industriel.                         |  |  |
| Suppléant |  | Auguste Feler   | UDF    | Maire de Vieux-Fort. Inspecteur des PTT.                                        |  |  |

| Titulaire |  | Marcel Gargar * | app PCG | Ancien adjoint au maire de Pointe-à-Pitre. Inspecteur des finances publiques retraité. |  |  |
| Suppléant |  | Félix Flémin    | PCG     | Maire de Deshaies. Secrétaire d'intendance universitaire.                              |  |  |
|           |  |                 |         |                                                                                        |  |  |
| Titulaire |  | Georges Dagonia | FGPS    | Président du Conseil général, maire du Lamentin. Médecin.                              |  |  |
| Suppléant |  | René Baptiste   | FGPS    | Professeur retraité.                                                                   |  |  |

| Statut    | Candidats | Candidats       | Parti | Principale fonction                                         |
| --------- | --------- | --------------- | ----- | ----------------------------------------------------------- |
| Titulaire |           | Nathalien Etna  | UDF   | Conseiller général et maire de Vieux-Habitants. Enseignant. |
| Suppléant |           | Euloge Noglotte | UDF   | Maire de Gourbeyre. Directeur d'école.                      |

## Résultats
|          | Georges Dagonia | FGPS     | 343 | 55,15  |  |  |
|          | Marcel Gargar   | PCG      | 315 | 50,64  |  |  |
|          | Lucien Bernier  | UDF      | 267 | 42,93  |  |  |
|          | Charles Gabriel | UDF      | 236 | 37,94  |  |  |
|          | Nathalien Etna  | UDF      | 55  | 8,84   |  |  |
|          |                 |          |     |        |  |  |
| Inscrits | Inscrits        | Inscrits | 653 | 100,00 |  |  |
| Votants  | Votants         | Votants  | 645 | 98,78  |  |  |
| Exprimés | Exprimés        | Exprimés | 622 | 96,43  |  |  |